# Parada z okazji zakończenia działań wojennych w Królestwie Polskim 6 października 1831 roku na Łące Carycyńskiej w Petersburgu
Parada z okazji zakończenia działań wojennych w Królestwie Polskim 6 października 1831 roku na Łące Carycyńskiej w Petersburgu (ros. Парад по случаю окончания военных действий в Царстве Польском 6-го октября 1831 года на Царицыном лугу в Петербурге) – obraz olejny namalowany przez rosyjskiego malarza Grigorija Czerniecowa w latach 1833–1837, znajdujący się w zbiorach Państwowego Muzeum Rosyjskiego w Petersburgu.

## Opis
Obraz przedstawia rosyjską paradę wojskową z okazji stłumienia powstania listopadowego w Królestwie Polskim, która odbyła się w październiku 1831 na Łące Carycyńskiej (obecnie Pole Marsowe) w Petersburgu. Po lewej stronie płótna widoczne są drzewa Ogrodu Letniego, następnie – Zamek Michajłowski, Ogród Michajłowski, pawilon Ogrodu Michajłowskiego, Pałac Michajłowski, po prawej – koszary Lejb-Gwardyjskiego Pawłowskiego Pułku. Pułki piechoty gwardii i saperów rozmieszczone są wzdłuż linii koszar. Pośrodku łąki stoi „świątynia polowa”, w której odbyło się nabożeństwo modlitewne. Pułki kawalerii gwardii ustawione są wzdłuż linii Pałacu Michajłowskiego, natomiast artyleria wzdłuż linii Ogrodu Letniego.
W centrum obrazu znajdują się dwa szwadrony lekkiej kawalerii – pierwsze dwa szeregi szwadronu ustawionego pośrodku to lansjerzy. Za nimi ustawili się przedstawiciele pułków huzarskich. Tuż obok żołnierskich szeregów widoczny jest cesarz Mikołaj I na koniu i jego orszak, w którym znajduje się następca tronu carewicz Aleksander Mikołajewicz (przyszły cesarz Aleksander II). W powozie siedzą cesarzowa Aleksandra Fiodorowna i żona generała marszałka polnego Iwana Paskiewicza, aktywnego pacyfikatora powstania listopadowego i okrutnika.
Na pierwszym planie znajdują się widzowie parady – ówczesna rosyjska elita epoki. Wśród nich pisarz i wojskowy Denis Dawydow, bohater Wojny Ojczyźnianej 1812 i pacyfikator powstania listopadowego, polityk i prawnik Michaił Spieranski, pisarze Aleksander Puszkin, Iwan Kryłow, Wasilij Żukowski, artyści – Karł Briułłow i jego brat Aleksander, Fiodor Bruni, autor obrazu Grigorij Czerniecow i jego brat Nikanor, prezes Cesarskiej Akademii Sztuk Pięknych i dyrektor Cesarskiej Biblioteki Publicznej Aleksiej Olenin, a także aktorzy, muzycy, zagraniczni ambasadorowie, dyplomaci, naukowcy i kupcy. Jedynym przedstawicielem klasy chłopskiej jest Piotr Teluszkin z prowincji jarosławskiej, znany z tego, że w 1830 bezinteresownie wszedł na dach Soboru Pietropawłowskiego w Petersburgu i naprawił uszkodzony krzyż.
Prawie wszystkie portrety 223 postaci widocznych na obrazie, zostały namalowane ze szkiców z natury wykonanych ołówkiem lub pędzlem, w atelier Czerniecowa lub w domach portretowanych.

## Detale obrazu (wybór)

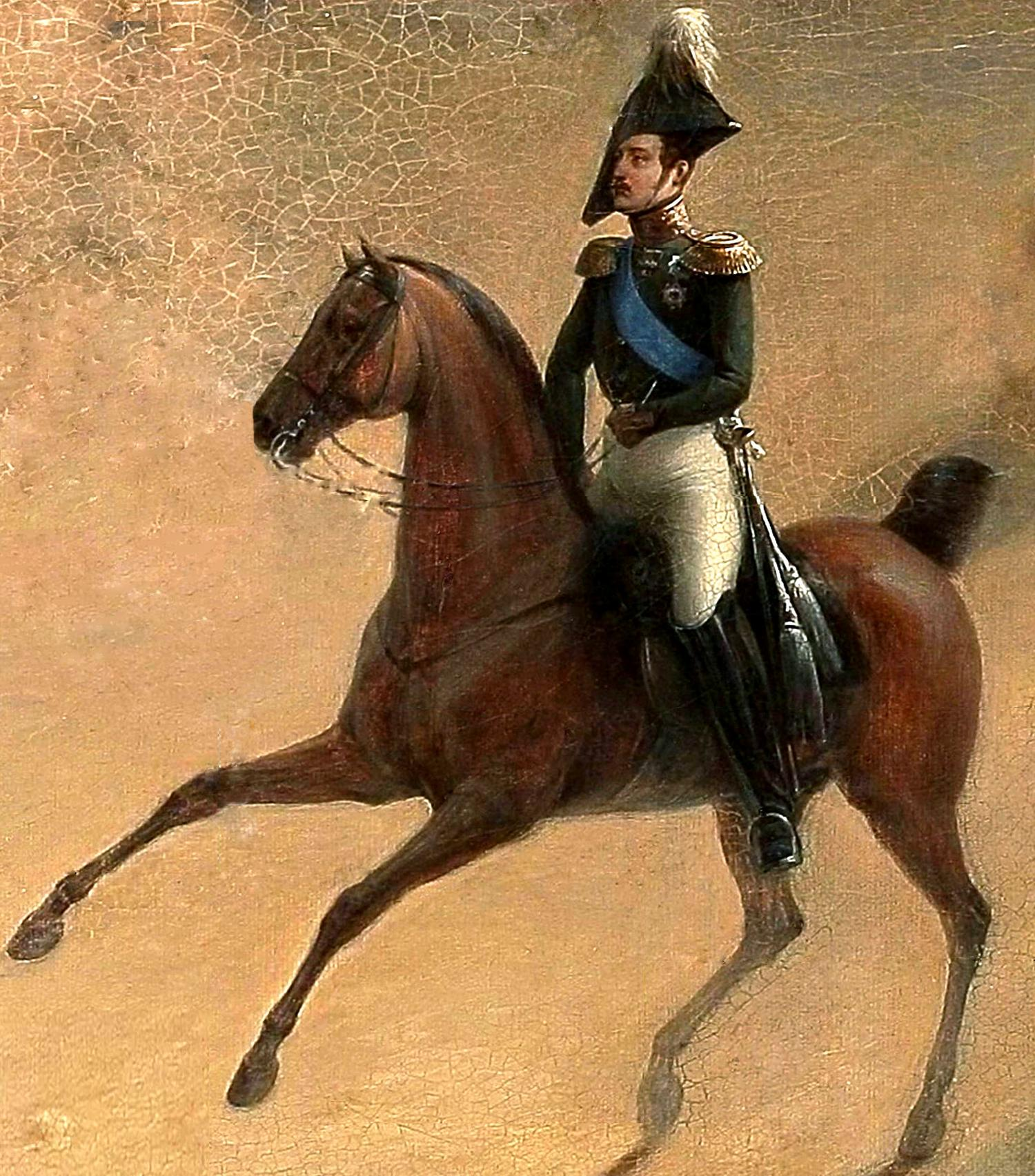
Mikołaj I
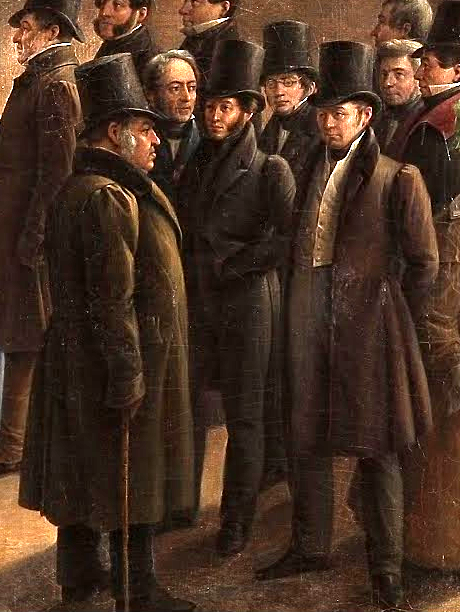
Kryłow, Puszkin, Żukowski
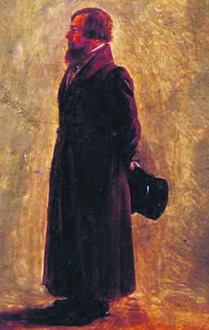
Piotr Teluszkin